# Skandynawizm

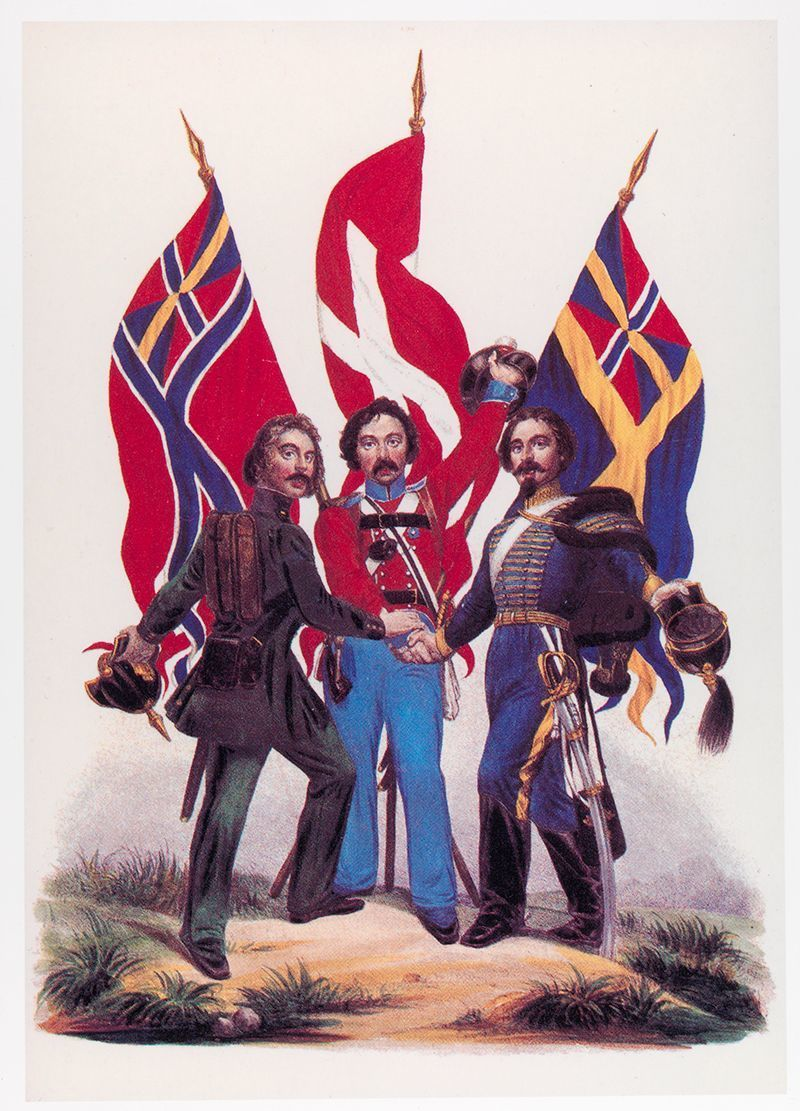
XIX-wieczny plakat przedstawiający żołnierzy z Danii, Norwegii i Szwecji, podających sobie dłonie

Skandynawizm – ruch polityczny i kulturalny propagujący idee ściślejszej współpracy kulturowej i ekonomicznej krajów skandynawskich, a w dalszej perspektywie ich zjednoczenia.
Ruch rozwijał się początkowo w duńskich środowiskach uniwersyteckich. Stamtąd trafił do Szwecji, gdzie rozwijał się w Lund i Uppsali. Za moment powstania ruchu uważa się spotkanie na uniwersytecie w Lund w 1829 roku, podczas którego szwedzki poeta Esaias Tegnér uhonorował duńskiego poetę Adama Gottloba Oehlenschlägera wieńcem laurowym, ogłaszając tym samym rozpoczęcie współpracy narodów skandynawskich.
Skandynawizm nie cieszył się popularnością wśród Norwegów, którzy próbowali uniezależnić się od wpływów kultury duńskiej oraz jednocześnie chcieli zapobiec narzuceniu Norwegii szwedzkiej polityki i kultury. Duńscy sympatycy skandynawizmu wyrażali uznanie dla konstytucji Norwegii z 17 maja 1814 roku, postrzeganej w Norwegii jako wcielenie norweskiego ducha narodowego i symbol narodowy.
Dania i Szwecja korzystała z idei skandynawizmu w ramach doraźnej polityki. Dania powoływała się na skandynawizm podczas szukania sojuszników w nasilającej się I wojnie o Szlezwik, a Szwecja podczas szukania wsparcia dla potencjalnej wojny z Rosją. Ponadto Duńczycy i Szwedzi uważali, że wspierające się narody skandynawskie będą w stanie wprowadzić liberalne reformy we własnych krajach.
Idea skandynawizmu upadła po 1864 roku.